# Hillestad
Hillestad is een plaats in de Noorse gemeente Kongsberg, provincie Buskerud. Hillestad telt 288 inwoners (2007) en heeft een oppervlakte van 1,04 km².